# Astragalus subscaposus
Astragalus subscaposus är en ärtväxtart som beskrevs av Antonina Georgievna Borissova. Astragalus subscaposus ingår i släktet vedlar, och familjen ärtväxter. Inga underarter finns listade i Catalogue of Life.